# Faro de Isla de Goa
El Faro de Isla de Goa (en portugués: Farol da Ilha de Goa) es un faro situado en la isla de Goa, situada a 5 km al sureste de la Isla de Mozambique, en la provincia de Nampula, Mozambique. Posee también un faro aeromarítimo con 10 millas de alcance.

## Historia
Fue puesto en servicio en 1876 y su fin principal era el guiado de las embarcaciones hasta la cercana Isla de Mozambique entonces capital de la colonia portuguesa a la que daba nombre. Posiblemente es el faro más antiguo de Mozambique.
En 1923 la torre del faro fue recrecida en 12 metros hasta alcanzar los 30 metros de altura que sigue teniendo en la actualidad. En 1994 fue rehabilitado pintándose su exterior en bandas horizontales blancas y rojas.

## Características
El faro emitía originalmente una luz blanca fija con un alcance de 18 millas náuticas. En 1923 pasó a emitir una luz blanca en grupos de 4 destellos cada 10 segundos con 16 millas náuticas de alcance. Actualmente tiene un alcance de 27 millas náuticas.